# Invisible (Edyta-Album)
Invisible ist das zweite internationale Musikalbum der polnischen Sängerin Edyta Górniak. Es wurde am 31. März 2003 veröffentlicht.
Betreut hat das Werk A&R-Profi Chris Briggs. Drei Stücke stammen vom Produzententeam der Spice Girls, „Absolute“.

## Hintergrund
Nachdem Edyta ihre Tour 1999 beendet und ihr erstes Live-Album Live '99 veröffentlicht hatte, begann sie mit der Arbeit an ihrem zweiten internationalen Album.
Da auf ihrem letzten Studioalbum nur englischsprachige Lieder aufgenommen worden waren und ihr letztes Studioalbum mit polnischen Liedern im Jahr 1995 erschienen war, entschied sie sich dafür, einige polnische Lieder für ihre polnischen Fans aufzunehmen. Diese Lieder wurden 2002 in einer besonderen Veröffentlichung für den polnischen Markt auf zwei CDs herausgebracht, die Perła genannt wurde. Die internationale Version Invisible enthielt wieder nur englischsprachige Lieder und wurde im Jahr 2003 veröffentlicht.
Nachdem Perła veröffentlicht worden war, wurde ein weiteres Lied für den internationalen Markt, der Dance-Titel Impossible, von Absolute aufgenommen.
Invisible wurde in den Olympic Studios in London und den Royaltone Studios in Los Angeles aufgenommen.

## Rezeption
Markus Ganz rezensierte das Album für die Neue Zürcher Zeitung. Er beschreibt Invisible als vielseitiger und moderner klingend als das Debüt. Edytas souliger Gesang hebe sich angenehm von der oft aufgesetzt wirkenden Emotionalität einer Mariah Carey, Céline Dion oder Whitney Houston ab.

## Titelliste

### Internationale Version
1. „Impossible“ – 4:18
2. „Sit Down“ – 3:33
3. „Invisible“ – 5:19
4. „How Do You Know“ – 4:14
5. „The Story So Far“ – 4:26
6. „The Day Before the Rain“ – 4:35
7. „Cross My Heart“ – 3:38
8. „Make It Happen“ – 4:09
9. „Hold on Your Heart“ – 4:43
10. „If You Could“ – 4:17
11. „As If“ – 3:26
12. „Can’t Say No“ – 3:46
13. „Whatever It Takes“ – 3:47
14. „The Story So Far“ (Uptempo Mix) – 4:14
15. „Sleep with Me“ – 3:19[4]

### polnische Version (Perła)

#### CD 1
1. Jak najdalej
2. Obłok
3. Nie proszę o więcej
4. Słowa jak motyle
5. Perła
6. Mogę zapomnieć Ciebie
7. Prezenty

#### CD 2
1. The Story So Far
2. Sit Down
3. The Day Before the Rain
4. How Do You Know
5. Cross My Heart
6. Invisible
7. As If
8. Hold on Your Heart
9. If You Could
10. Make It Happen
11. Whatever It Takes
12. Can’t Say No
13. Sleep with Me[5]